# Bratina-Lagune
Die Bratina-Lagune ist eine durch die Gezeiten geprägte, 700 m lange und 250 m breite Lagune an der Scott-Küste des ostantarktischen Viktorialands. Die von Sandbänken, Tümpeln und Prielen durchzogene Bucht liegt an der Nordspitze der Brown-Halbinsel. Ihr vorgelagert ist die Insel Bratina Island.
Das New Zealand Geographic Board benannte sie auf Vorschlag des neuseeländischen Ökologen Clive Howard-Williams in Anlehnung an die Benennung von Bratina Island. Der Namensgeber dieser Insel ist Joseph H. Bratina (1914–2006), leitender Flugzeugmaschinist der Flugstaffel VX-6 auf der McMurdo-Station von 1958 bis 1959, von 1960 bis 1961 und von 1961 bis 1962.